# Ronnie Scott's
Cet article concerne le club de jazz. Pour le musicien, voir Ronnie Scott.
Ronnie Scott's est un club de jazz à Londres, ouvert depuis 1959.

## Histoire
Le Ronnie Scott's a ouvert le 30 octobre 1959 au sous-sol du 39, Gerrard Street, dans le quartier de Soho à Londres. Il était dirigé par deux musiciens de jazz, les saxophonistes Ronnie Scott et Pete King. En 1965, le club déménage vers un plus grand emplacement à proximité, au 47 Frith Street. L'ancien club continue son activité jusqu'en 1967, date de la fin de bail, sous l'enseigne The Old Place, où se produit la génération montante de jeunes musiciens.
Zoot Sims est le premier musicien de jazz d'outre-atlantique à être invité au Ronnie Scott's en 1962, suivi par de nombreux autres saxophonistes qu'admirent Scott et King (Johnny Griffin, Lee Konitz, Sonny Rollins, Sonny Stitt). Beaucoup de musiciens britanniques s'y produisent aussi régulièrement, dont les saxophonistes Tubby Hayes et Dick Morrissey qui sont friands de jam sessions avec les stars américaines. Au milieu des années 1960, Ernest Ranglin est le guitariste attitré du club, le pianiste-maison étant Stan Tracey jusqu'en 1967. En 1974, l'écrivain et chanteur de blues George Melly accompagné par le groupe de John Chilton (en) The John Chilton's Feetwarmers est accueilli en résidence pour les fêtes de Noël : cette formation s'y produira pendant les trente années suivantes.
Scott est le maître du lieu, et il est reconnu pour son répertoire de blagues, ses apartés et ses jeux de mots. Mais il succombe à une surdose accidentelle de barbituriques à la suite d'une opération d'implants dentaires. Après son décès le 23 décembre 1996, Pete King continue à s'occuper du club pendant neuf ans, avant de le vendre en juin 2005 à l'impresario de théâtre Sally Greene.
De 1979 à 2006, le club de jazz édite son propre magazine bimensuel, le Jazz At Ronnie Scott’s (en), une collection de 159 numéros. En 2008, une compilation des meilleurs articles de ce magazine est publiée par Hampstead Press, intitulée Ronnie Scott's Jazz Farrago (en).
Pour l'histoire, on retiendra aussi que le compositeur de jazz afrocubain et percussionniste Machito est décédé durant son dernier concert au Ronnie Scott’s le 15 avril 1984 à l'âge de 75 ans d'une attaque cardiaque. C'est aussi l'endroit où Jimi Hendrix a fait son dernier concert.
Le Ronnie's a été nommé lors du Brecon Jazz Festival (en) en 2009 parmi les 12 lieux qui ont apporté la plus grande contribution à la musique de jazz au Royaume-Uni, et a reçu le troisième prix lors du vote.
Au-dessus du club se trouve le Ronnie Scott's Bar Upstairs, un bar à cocktails qui présente chaque soir de la semaine une animation musicale (jazz sessions, folk, musique latine, etc.)

## Les musiciens du club
Beaucoup des musiciens qui jouaient au Ronnie Scott's faisaient leurs tournées en solo sans section rythmique, ou en tant que membres de plus grands groupes, et se faisaient donc accompagner par les musiciens du club. Certains parmi eux sont devenus des figures de proue de la scène jazz britannique.
A la batterie :
- Phil Seamen de 1964 à 1968.
- Allan Ganley de 1964 à 1967, a accompagné entre autres Stan Getz, Art Farmer, et Roland Kirk.
- Tony Oxley de 1966 au début des années 1970, a accompagné Joe Henderson, Lee Konitz, Charlie Mariano, Stan Getz, Sonny Rollins et Bill Evans.
- Martin Drew (en) de 1975 à 1995.
- Chris Dagley de 2006 à 2010.
- Pedro Segundo depuis 2011.

Aux claviers :
- Eddie Thompson (en) en 1959 et 1960.
- Stan Tracey de mars 1960 à 1967/1968.
- John Critchinson (en) de 1978 à 1995, a accompagné Chet Baker, George Coleman, James Moody, Joe Henderson, et Johnny Griffin.
- James Pearson depuis 2006.

À la basse :
- Spike Heatley en 1959 et 1960.
- Sam Burgess depuis 2006.

Autres instruments :
- Ernest Ranglin en 1964 et 1965.

Depuis 2006, d'autres musiciens se produisent régulièrement au Ronnie Scott's : Steve Rushton (d), Alex Garnett (as), Alistair White (tb), Gary Baldwin (Org), Al Cherry (g), Matt Home (d), Alan Barnes (as), Natalie Williams (voc), Ralph Salmins (d), Arnie Somogyi (b), Mark Smith (b), James Nisbet (g), Pete Long (as), Gerard Presencer (tp), Dave O’Higgins, Nina Ferro, Alec Dankworth (en), Steve Fishwick, etc.

## Autres activités
Chaque quatrième dimanche se tient au bar du Ronnie Scott's la London Tap Jam, une session de claquettes où les danseurs professionnels sont accompagnés par un trio (Patrick Bettison (b), John Crawford (p) et Michele Drees (d)).

## Discographie
En 1978, le club lance son propre label, Ronnie Scott's Jazz House. Son premier enregistrement est celui du Scott's Quintet. Il gagnera en notoriété les années suivantes, avec la publication de concerts historiques ou récents.
Enregistrements Live at Ronnie's :
- 1963/65 : Live in London vols 1 & 2, Tubby Hayes (au Old Place)
- 1964 : Live at Ronnie Scott's, Ben Webster
- 1964/65 : There and Back, The Dick Morrissey Quartet (réédité en 1997). Enregistré le 27 janvier 1964 et le 20 août 1965.
- 1965 : Sonny Stitt / Live at Ronnie Scott's, Sonny Stitt and The Dick Morrissey Quartet. Enregistré en mai 1965.
- 1965 : Live at Ronnie Scott's, Wes Montgomery
- 1966 : Blossom Time at Ronnie Scott's, Blossom Dearie
- 1967 : Sweet Blossom Dearie, Blossom Dearie
- 1969 : Volcano, Live at Ronnie Scott's, The Kenny Clarke/Francy Boland Big Band
- 1969 : Rue Chaptal,...Live At Ronnie's, The Kenny Clarke/Francy Boland Big Band
- 1970 : Somewhere in Soho (également sous le titre Live at Ronnie Scott's Jazz Club), Soft Machine
- 1971 : Dynasty (Live At Ronnie Scott's), Stan Getz
- 1972 : Rich in London également édité sous le titre Very Alive at Ronnie Scott's, Buddy Rich Big Band
- 1974 : Ella in London, Ella Fitzgerald
- 1976 : Livestock, Brand X
- 1977 : Ronnie Scott's Presents Sarah Vaughan Live, Sarah Vaughan
- 1980 : Complete Live at Ronnie Scott's 1980, Bill Evans
- 1980 : Live at Ronnie Scott's également édité sous le titre The Man from Planet Jazz, Buddy Rich Big Band
- 1980 : Live at Ronnie Scott's, Mike Carr and His Trio Featuring Jim Mullen and Harold Smith, Mike Carr
- 1980 : Blues for the Fisherman, The Milcho Leviev Quartet, feat. Art Pepper
- 1980 : True Blues, The Milcho Leviev Quartet, feat. Art Pepper
- 1983 : Live at Ronnie Scott's, Weekend, Keith Tippett
- 1984 : Live at Ronnie Scott's, Nina Simone. Enregistré le 17 novembre 1984.
- 1986 : Live at Ronnie Scott's, Chet Baker
- 1986 : Live at Ronnie Scott's, Chico Freeman
- 1986 : Live at Ronnie Scott's, London, Anita O'Day
- 1987 : Live at Ronnie Scott's, Eric Clapton & Buddy Guy
- 1988 : Live at Ronnie Scott's, Curtis Mayfield
- 1988 : I Gotta Right to Sing (live at Ronnie Scott’s), Marion Montgomery (en)
- 1988 : Live at Ronnie Scott's, Roy Ayers
- 1989 : The London Concert, George Russell
- 1990 : Live at Ronnie's, John Dankworth Big Band
- 1990 : Live at Ronnie Scott's, Taj Mahal
- 1990 : Missing...Presumed Having a Good Time, The Notting Hillbillies
- 1991 : Felicidad, Irakere
- 1992 : Fourth World: Recorded live at Ronnie Scott's Club, avec Flora Purim
- 1994 : Speed Trap, Peter King Quintet feat. Gerard Presencer
- 1995 : How Long Has This Been Going On, Van Morrison, Georgie Fame et Pee Wee Ellis. Enregistré le 3 mai 1995.
- 1995 : A Change of Seasons, Dream Theater
- 1997 : Dolly Bird, Liane Carroll
- 1998 : Live at Ronnie Scott's, Shakatak
- 1998 : Soho Session, Peter Green Splinter Group
- 1998 : Live at Ronnie Scott's, Carmel
- 2000 : Ronnie Scott's Jazz House, Arturo Sandoval
- 2003 : At Ronnie Scott's, Laura Fygi
- 2003 : Live at Ronnie Scott's, Lisa Stansfield
- 2004 : Watts at Scott's, Charlie Watts Performing This Week...Live At Ronnie Scott's
- 2005 : MF Horn VI, Live at Ronnie's, Maynard Ferguson
- 2006 : Live at Ronnie Scott's, Jamie Cullum
- 2007 : Live at Ronnie Scott's, Jeff Beck
- 2011 : Live at Ronnie Scott's, Johnny Griffin, Roy Hargrove, Billy Cobham (enregistré en février 1963).
- 2016 : Sound of Soho, The Ronnie Scott's Quintet
- 2018 : Live at Ronnie Scott's, Norah Jones (DVD)

## Filmographie
- 2008 : Jeff Beck at Ronnie Scott's, film TV de Stuart Watts avec Jeff Beck et Eric Clapton (60 min)
- 2009 : Jeff Beck Performing This Week... Live at Ronnie Scott's, version longue du même concert par Alan Branch (155 min).